# شاين وايت
شاين وايت (بالإنجليزية: Shane White)‏ هو رسام كارتون أمريكي، ولد في 24 أغسطس 1970 في الإسكندرية في الولايات المتحدة.

## وصلات خارجية
- الموقع الرسمي